# Cheumatopsyche nigrescens
Cheumatopsyche nigrescens är en nattsländeart som först beskrevs av Navás 1932.  Cheumatopsyche nigrescens ingår i släktet Cheumatopsyche och familjen ryssjenattsländor. Inga underarter finns listade i Catalogue of Life.